# Narcisse Ekanga
Pour les articles homonymes, voir Ekanga.
Narcisse Ekanga est un footballeur camerounais naturalisé équatoguinéen  né le 30 juillet 1987 à Douala. Il joue au poste de milieu de terrain pour le club de Superleague Zambienne Buildcon Football Club.

## Carrière en club

### TP Mazembe
Il est titularisé pour le match de la finale de la Coupe du monde des clubs de la FIFA 2010 sur la ligne médiane avec une composition de l'entraineur Lamine N'Diaye de 1-4-5-1 dans un match opposant le TP Mazembe à l'Inter Milan. Le club congolais s'incline 0 - 3, c'est le premier club africain à accéder à la finale de la coupe du monde des clubs de la FIFA.

## Clubs successifs
- Les Astres FC de Douala (2004-2007)
- TP Mazembe (novembre 2007-2011)
- Al Hilal Omdurman (juin 2012-2014)

## Sélections
- 2007 : trois sélections avec les A'
- 2011 : 8 sélections en sélection A

## Palmarès

### Prix et récompenses
- 2011 : Champion du Congo avec le Tout Puissant Mazembe
- 2011 : Vainqueur de la Supercoupe de la CAF avec le Tout Puissant Mazembe
- 2010 : Vice-champion du monde des Clubs avec le Tout Puissant Mazembe
- 2010 : Vainqueur de la Ligue des champions de la CAF avec le Tout Puissant Mazembe
- 2010 : Vainqueur de la Supercoupe de la CAF avec le Tout Puissant Mazembe
- 2009 : Vainqueur de la Ligue des champions de la CAF avec le Tout Puissant Mazembe
- 2009 : Coupe du monde des clubs Abu Dhabi/ TP Mazembe -6e
- 2009 : Champion du Congo avec le Tout Puissant Mazembe
- 2007 : Finaliste de la Coupe du Cameroun
- 2005 : Meilleur joueur du Championnat Camerounais